# راتاتوسکر
راتاتوسکر (به انگلیسی: Ratatoskr) (در زبان نورس باستان به معنی: دندان مته یا دندان سوراخ) در اساطیر نورس سنجابی است که از درخت جهان ایگدراسیل بالا و پایین می‌دود تا پیام‌هایی را بین اژدهای نیهوگر که در زیر یکی از سه ریشه درخت ساکن است و عقاب‌هایی که در بالای ایگدراسیل نسشته‌اند منتقل کند. راتاتوسکر در ادای منظوم، که در قرن ۱۳ از منابع سنتی قبلی گردآوری شده است، و ادای منثور، که در سده ۱۳ میلادی توسط اسنوری استورلوسون نوشته شده است، تأیید شده است.

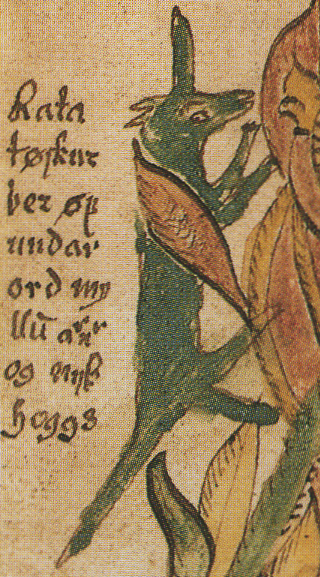
نسخه خطی ایسلندی از قرن ۱۷ راتاتوسکر را به تصویر می‌کشد. اگرچه در نسخه خطی توضیحی داده نشده و به‌طور دیگری تأیید نشده است، در این تصویر راتاتوسکر دارای شاخ یا عاج است.

## ریشه‌شناسی نام
نام راتاتوسکر شامل دو واژه راتا و توسکر است. واژه توسکر به‌طور کلی به معنای «عاج» است (به انگلیسی: tusk) گوبراندور ویگفوسون نظریه‌ای را ارائه کرد که واژه رات به معنی مسافر است. او می‌گوید که نام افسانه‌ای مته راتی ممکن است دارای همان اصطلاح باشد. به گفته ویگفوسون، راتاتوسکر به معنی عاج مسافر یا عاج کوهنوردی است.
سوفوس باگ نظریه‌ای را مطرح کرد که نام راتاتوسکر یک کلمه قرضی از زبان انگلیسی باستان به معنای دندان خرموش است (به انگلیسی: Rat-tooth). مبنا باگ به این واقعیت بستگی دارد که ترکیب واژه توسکر در هیچ جای دیگری در نورس قدیم ظاهر نمی‌شود. باگ پیشنهاد کرد که واژه toskr اصلاحی از کلمه انگلیسی قدیمی tūsc است. (Tusk در زبان فریزی باستان) و واژه Rata نماینده ræt ("rat") در زبان انگلیسی باستان است
به گفته آلبرت استورتوانت، «تا آنجا که به واژه راتا مربوط می‌شود، فرضیه باگ با توجه به اینکه هیچ مبنای معتبری ندارد واژه راتا در زبان نورس باستان شکلی عمومی از واژه راتی است که در شعر هاوامال نیز آمده است. راتی باید یک کلمه بومی در زبان نورس باستان به معنای «حفاری، مته یا جونده» در نظر گرفته شود.»
استورتوانت می‌گوید که نظریه باگ در مورد واژه - توسکر ممکن است با این واقعیت پشتیبانی شود که این کلمه در جای دیگری در نورس باستان وجود ندارد. با این حال، استورتوانت می‌گوید که نام خاص اسکاندیناوی قدیمی Tunne (برگرفته از Tunþē) در زبان نیانورسی است. تئوری استورتوانت به «شخصی که دارای نوعی دندان خاص است» اشاره دارد و واژه توسکر را به زبان نیاژرمنی مرتبط می‌داند. استورتوانت نتیجه می‌گیرد که این واقعیت که کلمات زبان نورس باستان فقط در نام راتاتوسکر وجود دارد، هیچ مدرک معتبری بر این امر نیست. گمان بر اینکه بسیاری از (هاپاکس) کلماتی که فقط در یک زمینه وجود دارند منشأ بومی دارند، همان‌طور که معادل‌های گویش‌های اسکاندیناویایی مدرن گواهی می‌دهند. محققان مدرن این ریشه‌شناسی را پذیرفته‌اند و نام راتاتوسکر را به معنای دندان مته یا دندان سوراخ ذکر کرده‌اند. (جسی بایک، اندی اورچارد، رودولف سیمک، جان لیندو)

## نظریه‌ها

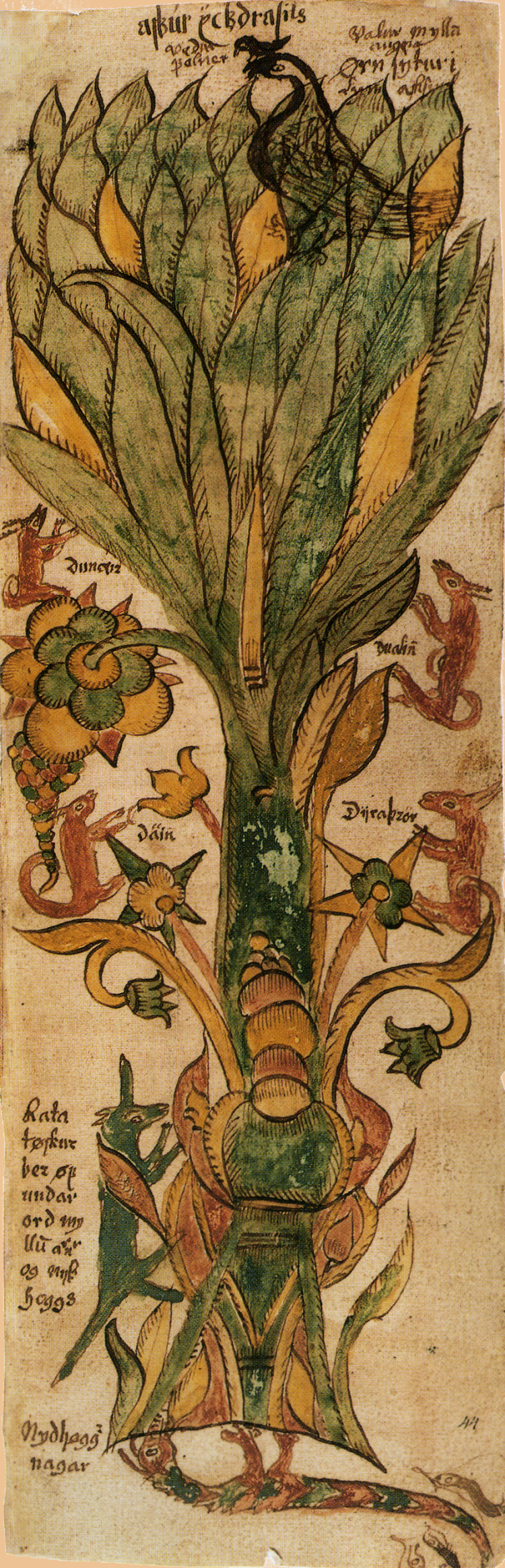
تصویری از درخت ایگدراسیل، در بالای درخت شاهینی به نام ورفولنیر بین چشمان عقابی بی‌نام نشسته است، در قسمت میانه درخت چهار گوزن در حال جویدن ایگدراسیل هستند و در قسمت پایینی راتاتوسکر و پایین‌تر از آن اژدهای نیهوگر قرار دارد.

به گفته رودولف سیمک، «سنجاب احتمالاً تنها نمایانگر جزئیاتی زیبا از تصویر اسطوره‌ای درخت خاکستر جهان (ایگدراسیل) در گریمنیسمال است.». هیلدا الیس داویدسون، در توصیف درخت جهان، اظهار می‌دارد که گفته می‌شود سنجاب آن را می‌جود و چرخه تخریب و رشد مجدد مستمر را ادامه می‌دهد، و این درخت را نماد وجود همیشه در حال تغییر می‌داند. جان لیندو ایگدراسیل را به عنوان پوسیده شده از یک طرف و جویده شده توسط نیهوگر و چهار گوزن توصیف می‌کند. و با توجه به شرح گیلفاگینینگ راتاتوسکر همچنین در جانورانی که از آن حمایت می‌کنند، خصومت کلامی دارد. لیندو می‌افزاید که «در حماسه‌ها، شخصی که با بیان کلمات کینه توزانه بین شرکت کنندگان به برانگیختن یا زنده نگه داشتن خصومت‌ها کمک می‌کند، به ندرت از جایگاه بالایی برخوردار است، که ممکن است انتساب این نقش را در اساطیر به حیوانی نسبتاً کم‌اهمیت توصیف شود.».
ریچارد دبلیو، تورینگتون جونیور و کیتی فرل این نظریه را ارائه می‌کنند که "نقش راتاتوسکر احتمالاً از عادت سنجاب‌های درختی اروپایی (سنجاب قرمز) ناشی می‌شود که در پاسخ به خطر، زنگ هشدار سرزنش‌کننده‌ای به صدا درمی‌آورند. تخیل کمی لازم است تا فکر کنی که سنجاب در مورد تو چیزهای زشتی می‌گوید.

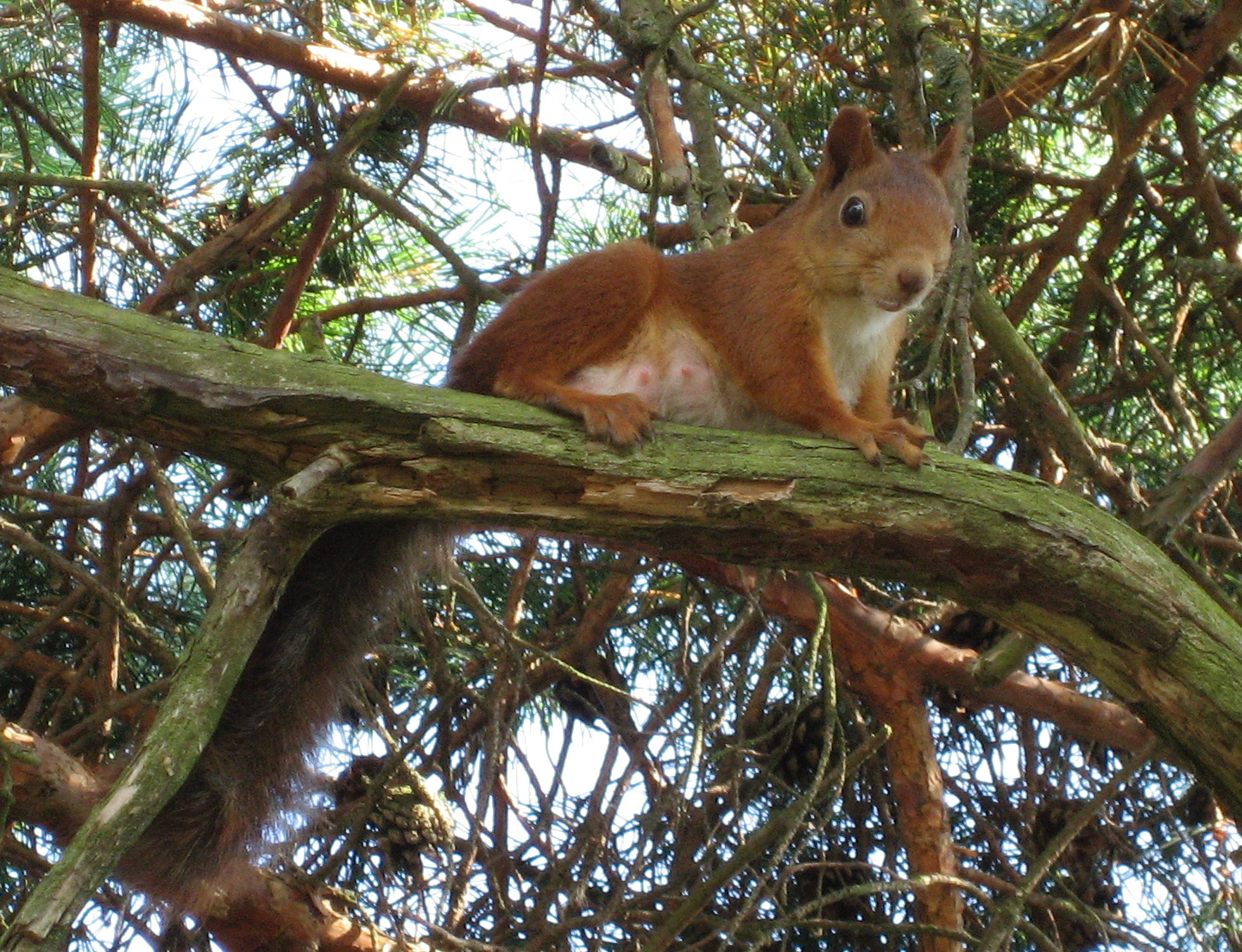
یک سنجاب قرمز بر درختی همیشه سبز در نروژ

## در فرهنگ عامه
راتاتوسکر در زیستگاه طبیعی خود در خدایان آمریکایی اثر نیل گیمن ظاهر می‌شود.
بخشی از راتاتوسکر، با نام مستعار «تلخ» و صداپیشگی تروی بیکر، در بازی ویدیویی خدای جنگ ۲۰۱۸ به تصویر کشیده شده است، جایی که او می‌تواند آیتم‌های درمانی را در اختیار بازیکن قرار دهد.
اما راتاتوسکر واقعی در دنباله ۲۰۲۲، خدای جنگ: رگناروک (در کنار بخشی با عنوان تلخ در نسخه پیشین) ظاهر می‌شود. و از درخت جهان ایگدراسیل مراقبت می‌کند. صداپیشگی این نسخه از شخصیت توسط سانگ وون چو انجام شده است.
او همچنین به عنوان یک شخصیت قابل کنترل در بازی سوم شخص میدان جنگ برخط چندنفره اسمایت نیز وجود دارد.
در بازی ویدیویی ثور جوان در سال ۲۰۱۰، راتاتوسکر به عنوان متحد هل، که به عنوان آنتاگونیست بازی عمل می‌کند، به تصویر کشیده شده است.
راتاتوسکر همچنین در بازی ویدیویی اساسینز کرید والهالا در سال ۲۰۲۰، وجود دارد. جایی که او بازیکن را درگیر هجو در مشاعره، یک دوئل شاعرانه، در قلمرو اسطوره‌ای یوتون‌هایم می‌کند.
راتاتوسکر در رمان پسر جهنمی: استخوان‌های غول‌ها (۲۰۰۱) نوشته کریستوفر گلدن ظاهر می‌شود.